# Antonello Satta
Antonello Satta (Gavoi, Provincia de Nuoro, 9 de febrero de 1929 – Cagliari, 16 de enero de 2003) fue un escritor y periodista italiano en lenguas sarda e italiana, una de las figuras eminentes de la cultura sarda de la segunda mitad del siglo XX.

## Biografía
De simpatías comunistas, militó en el neosardismo. Periodista y narrador cautivador y siempre en busca de los aspectos menos conocidos de la cultura y la memoria popular sarda. 
Fue fundador y director de la revista Nazione Sarda que en los años setenta ha sido centro de debate riguroso sobre temas de actualidad sarda. También fue director de periódicos como Sardegna Oggi, Il Giornale e Nazione Sarda, además de editor general de la editorial Jaca Book. Tradujo al italiano poetas rumanos contemporáneos. 
En los años setenta, junto con Eliseo Spiga, fundaron y organizaron del irculo cultural Città e Campagna.
Su tumba en Settimo San Pietro fue realizada por Pinuccio Sciola. La biblioteca comunal de Gavoi está dedicada a Satta.

## Obra (selección)
- Satta, Antonello (1991). Cronache del sottosuolo. La Barbagia (en italiano). Milano: Jaca Book.
- Satta, Antonello (1983). Sa scomuniga de predi Antiogu arrettori de Masuddas: edizione critica (en sardo). Edizioni Della Torre.
- Satta, Antonello (abril de 1980). «Alcuni tratti caratteristici della identità dei sardi in Emilio Lussu scrittore».  En Agnoletti, Enzo Enriques; Angioni, Giulio, eds. Copia archivada (en italiano). Nuoro: Convegno di Studi. ISRE e Regione Autonoma della Sardegna. p. 119. Archivado desde el original el 5 de marzo de 2016. Consultado el 12 de junio de 2021.
- Satta, Antonello (1992). I proverbi di Gallura (en italiano y galurés). EDES. ISBN 9788860253989.
- Satta, Antonello (2005). Istoria de Cantoni Buttu e de sos cantadores a ballu (en sardo). Domus de Janas.
- Satta, Antonello (30 de septiembre de 2009). Opere. Politica e istituzioni, identità e sottosuolo. Pósidos. Condaghes. ISBN 9788873561385.